# Jaroslav Labský
Jaroslav Labský (* 27. November 1875 in Praskačka; † 28. Oktober 1949 in Prag) war ein tschechischer Komponist und Militärkapellmeister.

## Leben
Jaroslav Labský wurde in Praskačka (nahe Königgrätz) im Königreich Böhmen geboren; sein Vater war Organist und Lehrer. Nach dem Besuch der Pflichtschule studierte er am Prager Konservatorium. Von 1891 bis 1896 war Labský in Istanbul und Izmir als Orchestermusiker tätig. 1896 trat er der Regimentsmusik des k.u.k. Infanterieregiments Nr. 18 in Theresienstadt bei; er blieb bis 1906 bei dem Regiment, wobei er 1900 für ein Jahr zum k.u.k. Infanterieregiment Nr. 99 transferiert wurde. In dieser Zeit studierte Labský Harmonielehre und Kontrapunkt bei Josef Nešvera in Olmütz, wo er zeitweise stationiert war. Von 1906 bis 1908 wurde er zum k.u.k. Infanterieregiment Nr. 84 nach Wien versetzt, anschließend wurde er Kapellmeister der Regimentsmusik des k.k. Landwehr-Infanterieregiments Nr. 1. In dieser Zeit studierte er auch an der dortigen Musikhochschule. Von 1914 oder 1916 bis 1918 diente er als Militärkapellmeister beim k.u.k. Infanterieregiment Nr. 37 in Großwardein. Nach dem Ende der Habsburgermonarchie wurde Labský von der tschechischen Armee übernommen und diente als Kapellmeister der Garnisonsmusik von Kutná Hora, aus der 1920 die Regimentsmusik des Infanterieregiments Nr. 21 in Čáslav hervorging. 1923 musste er den Dienst quittieren, er dirigierte von 1925 bis 1927 das Philharmonische Orchester sowie das Orchester des Schützenvereins in Kutná Hora. Von 1929 bis 1940 war Labský Dirigent des Prager Nationalgarde-Orchesters.
Labský wurde mit der Medaille des Ordens Leopolds II. ausgezeichnet.

## Werk
Labský verfasste etwa 500 Kompositionen, die teilweise heute noch gespielt werden. Zu den bekanntesten Werken zählen die Märsche Olympiade, Mutig voran und Prager Leben (auch als Moldau Salut bekannt).